# Manuel Cisneros Sánchez
Manuel Cisneros Sánchez (* 1. November 1904 in Lima; † 14. September 1971 ebenda) war ein peruanischer Anwalt und Politiker.

## Leben
Er studierte Rechtswissenschaft an der Universidad Nacional Mayor de San Marcos. Von Dezember 1944 bis Juli 1945 war er in der Regierung von Staatspräsident Manuel Prado y Ugarteche Ministerpräsident sowie Justiz- und Arbeitsminister. Ein zweites Mal war er von Juli 1956 bis Juni 1958 Ministerpräsident und zugleich Außenminister.

## Ehrungen
- 1957: Großkreuz des Ordens Isabellas der Katholischen
- 1958: Großkreuz des Verdienstordens der Bundesrepublik Deutschland